# Denisonia maculata
Denisonia maculata — вид отруйних змій родини аспідових (Elapidae). Ендемік Австралії.

## Поширення й екологія
Denisonia maculata мешкають в регіоні поясу Брігалу на сході Квінсленду, від Тарума до Чатерс-Тауерса. Вони живуть у ефермерних водно-болотних угіддях гільгай (степових блюдцях). Вони  живуть нічних спосіб життя, вдень ховають в тріщинах серед розтрісканої глини або серед опалої деревини. Живляться амфібіями, іноді ящірками. Яйцеживородні, народжують від 3 до 11 дитинчат (в середньому 6-8 дитинчат).